# OSIS
OSIS (Open Scripture Information Standard (Offener Schrift-Informations-Standard)) ist eine XML-Anwendung (oder Schema), die Elemente definiert für strukturierte Informationen, hauptsächlich Bibeln, theologische Kommentare und ähnliche Literatur, wobei hier Texte hierarchisch gegliedert sind nach Büchern, Kapiteln, Versen.
OSIS Schema wurde entwickelt durch die Bible Technologies Group, ein Komitee gesponsert von der American Bible Society und der Society of Biblical Literature. Mitgewirkt bei der Standardausarbeitung haben die United Bible Societies, die Summer Institute of Linguistics und verschiedene nationale Bibelgesellschaften, weiterhin auch freiwillige Mitarbeiter. Letzte Version ist OSIS 2.1.1 vom 6. März 2006.
Das Schema ist sehr ähnlich dem der Text Encoding Initiative, obwohl auf der einen Seite viel einfacher (durch Wegfall von vielen unnötigen Konstrukten), und auf der anderen Seite erweitert durch die Zugabe wesentlich detaillierterer Metadaten und ein formales kanonisches Referenzsystem, um Bücher, Kapitel, Verse und bestimmte Stellen in einzelnen Versen zu identifizieren.
Die Metadaten enthalten eine „Work Declaration“ für die Arbeit selbst, und für jede Arbeit, die sie referenziert. Eine Work Declaration liefert grundlegende Katalog-Informationen, die auf dem Dublin Core-Standard basieren, und einen lokalen Kurznamen für die Arbeit (ähnlich dem XML-Namensraum).
Besondere Aufmerksamkeit widmet OSIS der Kodierung von sich überschneidenden Auszeichnungen. In Bibeln kommt dies Problem häufig vor, weil sich z. B. Sinnabschnitte oft nicht an Kapitel- und Versgrenzen halten.
Ein Beispiel mit verschachtelten Zitaten (Jeremia 2,1):
1 Und des HERRN Wort geschah zu mir:
2 Geh hin und predige öffentlich der Stadt Jerusalem und sprich:
So spricht der HERR:
Ich gedenke
der Treue deiner Jugend und der Liebe deiner Brautzeit,
wie du mir folgtest in der Wüste, im Lande, da man nicht sät.
3 Da war Israel dem HERRN heilig, die Erstlingsfrucht seiner Ernte.
Wer davon essen wollte, machte sich schuldig, und Unheil mußte über ihn kommen,
spricht der HERR.
4 Hört des HERRN Wort, …
Die Schwierigkeit besteht darin, dass Vers 3 mitten in der dritten Ebene der verschachtelten Zitate beginnt. In der normalen Text-Hierarchie endet das Zitat mit Vers 2, und mit Vers 3 müsste das Zitat neu beginnen. Es ist außerdem wichtig, im Code zu vermerken, dass Vers 3 auf der dritten Zitat-Ebene beginnt.
Dies Problem kann mit Hilfe von splitID-Attributen gelöst werden:
```
  
<p>

    
<verse
 
osisID=
"Jer.2.1"
>
Und
 
des
 
HERRN
 
Wort
 
geschah
 
zu
 
mir:
</verse>

    
<verse
 
osisID=
"Jer.2.2"
>

      
<q
 
splitID=
"Q-Jer.2.2-A"
>
Geh
 
hin
 
und
 
predige
 
öffentlich
 
der
 
Stadt
 
Jerusalem
 
und
 
sprich:

        
<q
 
splitID=
"Q-Jer.2.2-B"
>
So
 
spricht
 
der
 
HERR:

        
<q
 
splitID=
"Q-Jer.2.2-C"
>
Ich
 
gedenke

          
der
 
Treue
 
deiner
 
Jugend
 
und
 
der
 
Liebe
 
deiner
 
Brautzeit,

          
wie
 
du
 
mir
 
folgtest
 
in
 
der
 
Wüste,
 
im
 
Lande,
 
da
 
man
 
nicht
 
sät.
</q>

        
</q>

      
</q>

    
</verse>

    
<verse
 
osisID=
"Jer.2.3"
>

      
<q
 
splitID=
"Q-Jer.2.2-A"
>

      
<q
 
splitID=
"Q-Jer.2.2-B"
>

        
<q
 
splitID=
"Q-Jer.2.2-C"
>
Da
 
war
 
Israel
 
dem
 
HERRN
 
heilig,
 
die
 
Erstlingsfrucht
 
seiner
 
Ernte.

        
Wer
 
davon
 
essen
 
wollte,
 
machte
 
sich
 
schuldig,
 
und
 
Unheil
 
mußte
 
über
 
ihn
 
kommen,
 
</q>

        
<!--True Close Q-Jer.2.2-C-->

        
spricht
 
der
 
HERR.
</q>
<
/

        
<!-- True Close Q-Jer.2.2-B -->

      
</q>

        
<!--NO True Close Q-Jer.2.2-A -->

    
</verse>

  
</p>

...

```

Vergleichbar sind:
- Theological Markup Language
- Go Bible application for Java mobile phones
- Sword-Project – ein Programm zum Bibelstudium, das OSIS verwendet
- Zefania XML Bible Markup Language